# Donny Grant
Donny Grant Zamora (né le 12 avril 1976 à Puerto Limón au Costa Rica) est un joueur de football international costaricien, qui évolue au poste de gardien de but.

## Biographie

### Carrière en sélection
Avec l'équipe du Costa Rica, il joue 8 matchs (pour aucun but inscrit) entre 2005 et 2011. 
Il figure notamment dans le groupe des sélectionnés lors des Gold Cup de 2005 et de 2011.